# Göte Wilhelm Turesson
Göte Wilhelm Turesson ( * 6 de abril de 1892 – 30 de diciembre de 1970) fue un botánico evolutivo sueco, que realizó significativas contribuciones a la genética ecológica, acuñando los términos ecotipo y agamospecies. Condujo abundantísima obra para demostrar que existe una base genética en la diferenciación de las poblaciones vegetales. Así logró contrastar lo que muchos estudiosos afirmaban la creencia de que tal diferenciación poblacional era debido a una plasticidad fenotípica. Además, Turesson llegó a la conclusión científica de que tal diferenciación de las poblaciones eran largamente conducidas por la selección natural. Así sus trabajos en las poblaciones localmente adaptadas lo indujeron a acuñar el término "ecotipo" en 1922.

## Vida
Turesson nace en Malmö, Suecia. Completa sus estudios iniciales de ciencias en EE. UU. en la University of Washington, obteniendo su B.S. en 1914 y su M.S. en 1915. Retorna a Suecia, y recibirá su PhD de la Universidad de Lund en 1922. Es docente en la Lund hasta 1927, para a continuación pasar al Colegio de Agricultura en Ultuna, Upsala (donde desde 1977 el campus central de la Swedish University of Agricultural Sciences lleva su nombre) donde permaneció de 1935 a 1959.

## Galardones
Fue galardonado por la Sociedad linneana de Londres con la prestigiosa Medalla Darwin-Wallace en 1958.

## Legado
Las ideas y hallazgos de Turesson tuvieron fuertes efectos en la biología evolutiva vegetal.
En el campus de la Swedish University of Agricultural Sciences en Ultuna, aún pueden verse una larga fila de árboles de arces en la alameda desde Scania a Lappland, plantadas por Turesson; logrando colocar distintos cultivares que van floreciendo y luego hacer senescencia en periodos distintos. Así, Turesson continua recordándoles a los estudiantes del SLU que la fenología tiene una base genética y que las adaptaciones locales pueden exaltarse con simples experimentos de jardinería.

## Algunas publicaciones
- Turesson, G. 1922a. The species and variety as ecological units. Hereditas 3: 100-113
- Turesson, G. 1922b. The genotypical response of the plant species to the habitat. Hereditas 3: 211-350
- Turesson, G. 1925. The plant species in relation to habitat and climate. Hereditas 6: 147-236

- La abreviatura «Turesson» se emplea para indicar a Göte Wilhelm Turesson como autoridad en la descripción y clasificación científica de los vegetales.[1]